# 中田正朔
中田 正朔（なかた まさもと、1840年 - 1913年）は、日本の神職。
伊勢国宇治（現在の三重県伊勢市）に生れる。漢学を鷹羽竜年に、書を養徳寺雪鷗に、国学を八羽光穂にそれぞれ学ぶ。和歌、書道に長じた。
1872年（明治5年）、宇治山田神社祠掌となり、宮崎郷学校幹事、度会県権少属、1876年、神宮主典を経て禰宜に進み、ついで造神宮頭となり、1887年（明治20年）4月より神宮皇學館（現在の皇學館大学の前身）館長を兼務（1890年8月まで）、1893年（明治26年）、兵庫の廣田神社宮司となり、ついで大阪・堺の大鳥神社宮司に転任、1903年（明治36年）に退職した。
神宮奉職中、神宮司庁と神宮教院分離問題に尽力、功があった。